# デマレージ
デマレージ（英: demurrage）は、船舶、貨車、トラック、貨物などが決められた期間を超過して停留し保管されている場合に課される料金。
積揚港での荷役において停泊期間が超過した場合に用船者に対して課される滞船料や、コンテナヤード（コンテナフレートステーション）で無料で保管できる期間（フリータイム）を超過しているのに貨物を引き取らない場合に荷主に対して課される保管料をいう。

## 滞船料
航海用船契約では積揚港での荷役に際し、契約で決められた停泊期間内に積荷や揚荷が終了しなかったため、本船が停泊期間を超過して停泊せざるを得なくなった場合には延引日数に応じて滞船料という補償金を支払わねばならない。